# Rakov
Rakov är en ort i Tjeckien. Den ligger i regionen Olomouc, i den östra delen av landet, 250 km öster om huvudstaden Prag. Rakov ligger 324 meter över havet och antalet invånare är 394.
Terrängen runt Rakov är platt åt sydost, men åt nordväst är den kuperad.Runt Rakov är det ganska tätbefolkat, med 86 invånare per kvadratkilometer. Närmaste större samhälle är Hranice, 6,5 km norr om Rakov. Trakten runt Rakov består till största delen av jordbruksmark.